# Das neue Ghetto
Das neue Ghetto ist ein Schauspiel in vier Akten von Theodor Herzl.

## Inhalt
Im Mittelpunkt des Dramas steht der junge jüdische Rechtsanwalt Dr. Jacob Samuel.
Im 1. Akt findet seine Heirat mit der ebenfalls jüdischen Hermine statt.
Im 2. Akt werden Jacobs Geldprobleme offenbart. Als erster Helfer aus der Not erscheint sein Freund Franz Wurzlechner, dessen finanzielle Hilfe er aber ablehnt, nachdem sich Wurzlechner von ihm lossagt, da er als (christlicher) Politiker Karriere machen möchte und die durch die Heirat nun vergrößerte jüdische Familie von Jacob keinen geeigneten Umgang mehr für ihn darstelle. Darauf erhält er Besuch von seinem Schwager Rheinberg und dessen Agenten, dem Börsianer Wasserstein. Rheinberg hilft ihm mit Geld und möchte Jacob im Gegenzug als Advokat gewinnen, um den Kauf einer Kohlemine abzuwickeln. Deren Eigentümer, Rittmeister von Schramm, ist Jacob aus einer feindselig verlaufenen Begegnung bekannt. Doch nach einem Gespräch mit Vednik, einem der Minenarbeiter, nimmt sich Jacob stattdessen der Sache der Arbeiter an, die in der Mine täglicher Lebensgefahr ausgesetzt sind. Das Geld von Rheinberg gibt er zurück.
Im 3. Akt ist ein Minenunglück passiert. Schramm ist ruiniert, während Wassermann durch geschicktes Agieren mit Kohlenaktien profitiert. Schramm wirft Jacob vor, die Arbeiter zum Streik aufgefordert zu haben. Dieser antwortet, er habe sich in seiner Sorge um die Arbeiter ihrer Sache angenommen: „Der Jude tat die Christenpflicht.“ Nach einem Streit und einer Ohrfeige, die Jacob dem Rittmeister verpasst, kündigt sich ein Duell an.
Im 4. Akt findet dieses Duell statt. Jacob wird sterbend auf die Bühne getragen. Neben seiner Familie ist auch sein Freund Franz wieder bei ihm. Er stirbt mit den Worten: „Ich will – hinaus!... (Sehr stark.) Hinaus – aus – dem – Ghetto!“

## Entstehung
Das Stück war 1894 fertig gestellt. Arthur Schnitzler half Herzl, der damals noch in Paris lebte, das Stück bei Wiener Theatern unterzubringen. Die Uraufführung fand am 5. Jänner 1898 im Carltheater in Wien statt. Hermann Bahr urteilte: „Auch sein neues Stück, das jetzt im Carltheater mit dem größten Erfolge aufgeführt worden ist, soll für sie wirken: für den Zionismus agitieren. Es ist kein Drama. Das Drama beschwichtigt uns, hier werden wir aufgereizt. Das Stück will zeigen, dass wir den Juden niemals aus dem Ghetto lassen. Dies thut es mit Temperament, Witz und einer dramatischen Kraft, die im letzten Acte theatralischer wird, als man einem so feinen Geschmacke zugetraut hätte.“

## Ausgaben
- Das neue Ghetto (Volltext im German Drama Corpus)